# Cap Juby
Cap Juby är en udde i Marocko. Den ligger i regionen El-Aaiún-al-Saqiyya al-Hamra, 900 km sydväst om huvudstaden Rabat.